# Битка на Еуримедону
Битка на Еуримедону вођена је 469. године п. н. е. на реци Еуримедон између грчке војске Делског савеза под Кимоном и персијске војске под Титраустом. Део је Грчко-персијских ратова, а завршена је победом Грка.

## Увод
После протеривања Темистоклеа остракизмом (471. п. н. е.) руководство над операцијама против Персије прелази у руке Кимона. Он успева да протера Персијанце из Тракије и покори Византион. Опијени успехом, Атињани се одлучују на велики поход на малоазијске градове. Успеси Атине нагнали су Персију да опреми велику флоту од 200 тријера и јаку сувоземну војску.

## Битка
Код ушћа Еуримедона дође до велике битке. Грчка војска јуришала је на непријатеља. Ратне операције вођене су и на копну и на мору. Персијанци су до ногу потучени. Изгубили су велики број бродова и ратног плена.
Битка код Еуримедона имала је велике последице по Персију. Убрзо након овог пораза убијен је цар Ксеркс и његов старији син Дарије. На престо долази Ксерксов млађи син Артаксеркс. Кимон је у бици заробио 20.000 људи које је поробио и одвео у Атину.